# Желонкин, Алексей Иванович
Алексе́й Ива́нович Жело́нкин (род. 21 января 1966, РСФСР) — российский бегун-марафонец, выступавший за сборную России по лёгкой атлетике в первой половине 1990-х годов. Участник ряда крупных международных стартов на шоссе, в том числе чемпионата мира в Штутгарте и чемпионата Европы в Хельсинки. Мастер спорта России международного класса.

## Биография
Алексей Желонкин родился 21 января 1966 года.
Занимался лёгкой атлетикой в городе Иваново под руководством тренера Юрия Яковлевича Плешкова.
Бегал марафоны с конца 1980-х годов. После распада Советского Союза регулярно принимал участие в различных коммерческих стартах в Европе, в частности в 1991 году был шестым на марафоне в Мальорке (2:18:38), а в 1992 году показал четвёртый результат на марафоне в Энсхеде (2:17:35) и на марафоне в Руане (2:15:08).
В 1993 году с результатом 2:12:09 финишировал седьмым на Парижском марафоне. Выполнив необходимый квалификационный норматив, удостоился права защищать честь страны на чемпионате мира в Штутгарте — преодолел здесь марафонскую дистанцию за 2:18:52, расположившись в итоговом протоколе соревнований на восьмой строке. Также в этом сезоне с личным рекордом 2:10:44 стал шестым на Фукуокском марафоне.
В 1994 году был седьмым на Ганноверском марафоне (2:16:45), сошёл с дистанции на чемпионате Европы в Хельсинки, пришёл к финишу шестым на Пекинском марафоне (2:12:22).
В 1995 году занял 26-е место на Лондонском марафоне (2:19:42), пятое место на Кливлендском марафоне (2:20:31), седьмое место на Сиднейском марафоне (2:22:06).
В 1996 году финишировал на 31-й позиции на марафоне в Кёнджу (2:27:59), стал третьим на Сибирском международном марафоне (2:18:54), занял 32-е место на Пекинском международном марафоне (2:22:17).
В 1997 году был девятым на Белградском марафоне (2:17:03), четвёртым на полумарафоне в Москве (1:05:51), девятым на Сибирском международном марафоне (2:21:19), десятым на полумарафоне в Ливерпуле (1:08:23).
В 1998 году занял 12-е место на марафоне в Севилье (2:23:22) и 22-е место на марафоне в Энсхеде (2:28:50).
В 2001, 2003 и 2004 годах ещё трижды принимал участие в Сибирском международном марафоне, но ни в одном из забегов не смог попасть в десятку сильнейших.
За спортивные достижения удостоен почётного звания «Мастер спорта России международного класса».